# Guía para la Identificación de Cactáceas Amenazadas de México
Guía para la Identificación de Cactáceas Amenazadas de México (abreviada Guía Ident. Cact. México) es una revista ilustrada con descripciones botánicas editada por el botánico estadounidense, Charles Edward Glass en el año 1997.
Charles Edward Glass, tuvo una destacada actuación en la investigación de la familia de Cactaceae, de la flora de México. En la década de 1990s impulsó y programó actividades financiadas por el gobierno mexicano para la propagación de especies cactáceas y protección de hábitats.